# Oriundi della nazionale di calcio dell'Italia
Con il termine oriundi della nazionale di calcio dell'Italia si intendono tutti i calciatori che hanno rappresentato in almeno una partita la Nazionale A della Federazione Italiana Giuoco Calcio, aventi nazionalità straniera ma di origine italiana, equiparati nella normativa sportiva ai cittadini della penisola e perciò ammessi a far parte della nazionale azzurra. La quasi totalità degli oriundi italiani, per ragioni legate al fenomeno dell'emigrazione italiana, provengono da paesi dell'America meridionale, principalmente Argentina, Brasile e Uruguay. Solitamente, nell'elenco degli oriundi sono inseriti anche i calciatori che non lo sono in stricto sensu (ovvero coloro che hanno diritto alla cittadinanza italiana in quanto hanno un ascendente italiano nel proprio albero genealogico) ma che hanno acquisito la cittadinanza italiana per cause varie quali naturalizzazione o matrimonio. Non sono compresi invece nell'elenco i calciatori italiani nati all'estero, ma senza cittadinanza della nazione in cui sono nati.

## Lista

Tre dei più famosi oriundi italiani, José Altafini, Antonio Angelillo e Omar Sívori; di origine argentina e brasiliana, sono qui fotografati nel 1961 con la maglia azzurra dell'Italia.

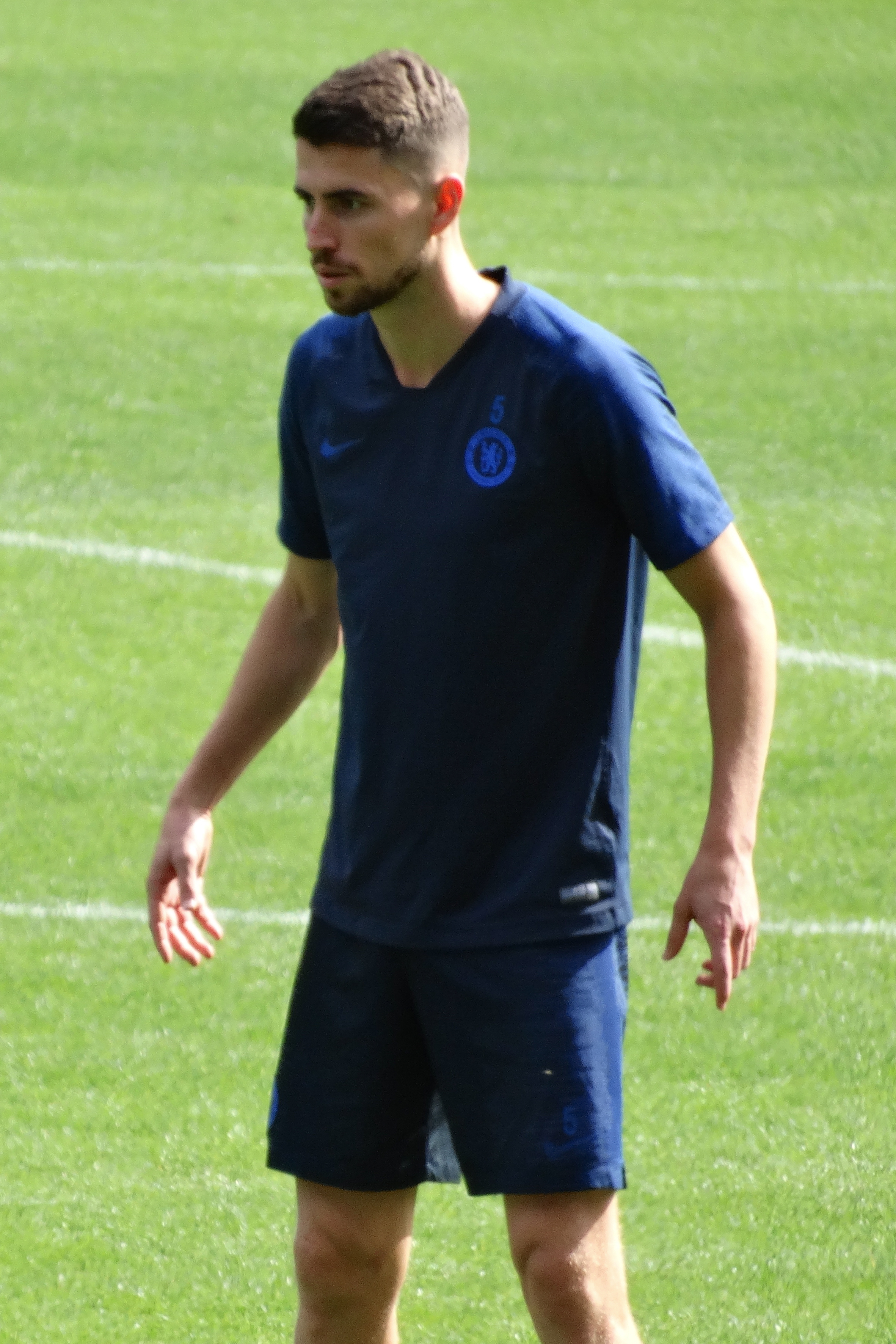
Jorginho è l'oriundo più presente con la maglia Azzurra

Julio Libonatti, l'oriundo più prolifico in maglia Azzurra, con 15 reti

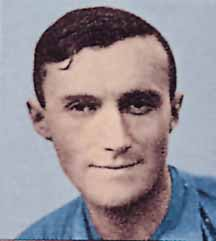
Lo svizzero Ermanno Aebi, sceso in campo il 18 gennaio 1920 contro la Francia, è considerato, seppur impropriamente (in quanto nato e residente a Milano), il primo oriundo della storia della nazionale italiana

Nella seguente lista sono inseriti solamente gli oriundi della nazionale A. Sono pertanto esclusi gli oriundi che abbiano giocato per nazionali di categoria o giovanili. Nelle colonne sulla nazionale del Paese di origine, sono inserite solamente le statistiche riferite alla nazionale maggiore, escludendo anche in questo caso le nazionali di categoria o giovanili.
È escluso l'unico oriundo convocato dalla nazionale A a non essere mai sceso in campo con la maglia azzurra, il centrocampista brasiliano Rômulo, mentre è compreso Ermanno Aebi, il quale, pur non essendo un oriundo stricto sensu, in quanto nato e residente a Milano da padre svizzero e madre italiana, è comunemente considerato il primo oriundo della storia della Nazionale maggiore.
In grassetto i calciatori ancora in attività.
Dati aggiornati al 17 novembre 2024, dopo l'incontro Italia-Francia.
| Calciatore              | Paese di origine | Nazionale Italiana | Nazionale Italiana | Nazionale di origine | Nazionale di origine |
| Calciatore              | Paese di origine | Pr.                | Reti               | Pr.                  | Reti                 |
| ----------------------- | ---------------- | ------------------ | ------------------ | -------------------- | -------------------- |
| Ermanno Aebi            | Svizzera         | 2                  | 3                  | 0                    | 0                    |
| José Altafini           | Brasile          | 6                  | 5                  | 8                    | 4                    |
| Amauri                  | Brasile          | 1                  | 0                  | 0                    | 0                    |
| Michele Andreolo        | Uruguay          | 26                 | 1                  | 1                    | 0                    |
| Antonio Angelillo       | Argentina        | 2                  | 1                  | 11                   | 11                   |
| Emilio Badini           | Argentina        | 2                  | 1                  | 0                    | 0                    |
| Mauro Camoranesi        | Argentina        | 55                 | 4                  | 0                    | 0                    |
| Renato Cesarini         | Argentina        | 11                 | 3                  | 2                    | 1                    |
| Dino da Costa           | Brasile          | 1                  | 1                  | 0                    | 0                    |
| Atilio Demaría          | Argentina        | 13                 | 3                  | 3                    | 0                    |
| Éder                    | Brasile          | 26                 | 6                  | 0                    | 0                    |
| Emerson Palmieri        | Brasile          | 29                 | 0                  | 0                    | 0                    |
| Ricardo Faccio          | Uruguay          | 5                  | 0                  | 3                    | 0                    |
| Octavio Fantoni         | Brasile          | 1                  | 0                  | 0                    | 0                    |
| Francisco Fedullo       | Uruguay          | 2                  | 3                  | 5                    | 0                    |
| Eddie Firmani           | Sudafrica        | 3                  | 2                  | 0                    | 0                    |
| Alcides Ghiggia         | Uruguay          | 5                  | 1                  | 12                   | 4                    |
| Enrique Guaita          | Argentina        | 10                 | 5                  | 4                    | 1                    |
| Anfilogino Guarisi      | Brasile          | 6                  | 1                  | 4                    | 1                    |
| João Pedro              | Brasile          | 1                  | 0                  | 0                    | 0                    |
| Jorginho                | Brasile          | 57                 | 5                  | 0                    | 0                    |
| Cristian Daniel Ledesma | Argentina        | 1                  | 0                  | 0                    | 0                    |
| Julio Libonatti         | Argentina        | 17                 | 15                 | 15                   | 8                    |
| Francisco Lojacono      | Argentina        | 8                  | 5                  | 8                    | 0                    |
| Cesare Lovati           | Argentina        | 6                  | 0                  | 0                    | 0                    |
| Luiz Felipe             | Brasile          | 1                  | 0                  | 0                    | 0                    |
| Rinaldo Martino         | Argentina        | 1                  | 0                  | 20                   | 15                   |
| Ernesto Mascheroni      | Uruguay          | 2                  | 0                  | 12                   | 0                    |
| Humberto Maschio        | Argentina        | 2                  | 0                  | 12                   | 12                   |
| Luis Monti              | Argentina        | 18                 | 1                  | 16                   | 5                    |
| Miguel Montuori         | Argentina        | 12                 | 2                  | 0                    | 0                    |
| Giovanni Moscardini     | Scozia           | 9                  | 7                  | 0                    | 0                    |
| Eugenio Mosso           | Argentina        | 1                  | 0                  | 0                    | 0                    |
| Thiago Motta            | Brasile          | 30                 | 1                  | 2                    | 0                    |
| Raimundo Orsi           | Argentina        | 35                 | 13                 | 13                   | 3                    |
| Daniel Osvaldo          | Argentina        | 14                 | 4                  | 0                    | 0                    |
| Gabriel Paletta         | Argentina        | 3                  | 0                  | 0                    | 0                    |
| Bruno Pesaola           | Argentina        | 1                  | 0                  | 0                    | 0                    |
| Roberto Porta           | Uruguay          | 1                  | 0                  | 34                   | 14                   |
| Héctor Puricelli        | Uruguay          | 1                  | 1                  | 0                    | 0                    |
| Mateo Retegui           | Argentina        | 18                 | 6                  | 0                    | 0                    |
| Eduardo Ricagni         | Argentina        | 3                  | 2                  | 0                    | 0                    |
| Felice Romano           | Argentina        | 5                  | 0                  | 0                    | 0                    |
| Attila Sallustro        | Paraguay         | 2                  | 1                  | 0                    | 0                    |
| Raffaele Sansone        | Uruguay          | 3                  | 0                  | 0                    | 0                    |
| Ezequiel Schelotto      | Argentina        | 1                  | 0                  | 0                    | 0                    |
| Juan Alberto Schiaffino | Uruguay          | 4                  | 0                  | 21                   | 8                    |
| Alessandro Scopelli     | Argentina        | 1                  | 0                  | 8                    | 4                    |
| Omar Sívori             | Argentina        | 9                  | 8                  | 19                   | 9                    |
| Angelo Sormani          | Brasile          | 7                  | 2                  | 0                    | 0                    |
| Rafael Tolói            | Brasile          | 14                 | 0                  | 0                    | 0                    |
| Franco Vázquez          | Argentina        | 2                  | 0                  | 3                    | 0                    |

## Statistiche

### Per nazionalità
Dati aggiornati al 29 giugno 2024, dopo l'incontro Svizzera-Italia.
| Paese di origine | Numero calciatori | Presenze totali | Reti totali |
| ---------------- | ----------------- | --------------- | ----------- |
| Argentina        | 26                | 245             | 71          |
| Brasile          | 13                | 180             | 21          |
| Paraguay         | 1                 | 2               | 1           |
| Scozia           | 1                 | 9               | 7           |
| Sudafrica        | 1                 | 3               | 2           |
| Svizzera         | 1                 | 2               | 3           |
| Uruguay          | 9                 | 49              | 6           |